# Stowarzyszenie Międzynarodowych Związków Sportowych uznanych przez MKOl
Stowarzyszenie Międzynarodowych Związków Sportowych uznanych przez MKOl (ang. Association of IOC Recognised International Sports Federations, skrót ARISF) – międzynarodowa organizacja pozarządowa typu non-profit założona w 1983 i uznana przez Międzynarodowy Komitet Olimpijski (MKOl). Członkami ARISF są międzynarodowe federacje sportowe uznane przez MKOl, które obecnie nie biorą udziału w Letniej i Zimowej Olimpiadzie. Na jej czele stoi Raffaele Chiulli, który jest Prezydentem ARISF.

## Członkowie
Następujące 40 organów zarządzających jest członkami ARISF.
Znak t przed datą oznacza tymczasowe uznanie, podczas gdy sama data oznacza pełne uznanie.
| Sport                | Federacja                                                              | Data uznania           | Strona                       |
| -------------------- | ---------------------------------------------------------------------- | ---------------------- | ---------------------------- |
| Alpinizm             | Union Internationale des Associations d’Alpinisme (UIAA)               |                        | TheUIAA.org                  |
| Bandy                | Federation of International Bandy (FIB)                                |                        | InternationalBandy.com       |
| Baseball i Softball  | World Baseball Softball Confederation (WBSC)                           |                        | WBSC.co                      |
| Bieg na orientację   | International Orienteering Federation (IOF)                            |                        | Orienteering.org             |
| Bilard               | World Confederation of Billiards Sports (WCBS)                         | t07.1996 – t5.02.1998  | Billiard-WCBS.org            |
| Bocce                | Confédération Mondiale des Sports de Boules (CMSB)                     |                        | CMSBoules.com;               |
| Boks tajski          | International Federation of Muaythai Amateur (IFMA)                    | 6.12.2016              | IFMAMuayThai                 |
| Bowling              | World Bowling (WB)                                                     | 1979                   | WorldBowling.org             |
| Brydż                | World Bridge Federation (WBF)                                          |                        | WorldBridge.org              |
| Cheerleading         | International Cheer Union (ICU)                                        | 6.12.2016              | CheerUnion.org               |
| Futbol amerykański   | International Federation of American Football (IFAF)                   |                        | IFAF.org                     |
| Karate               | World Karate Federation (WKF)                                          |                        | WKF.net                      |
| Kickboxing           | World Association of Kickboxing Organizations (WAKO)                   |                        | WAKOweb.com                  |
| Korfball             | International Korfball Federation (IKF)                                |                        | IKF.org                      |
| Krykiet              | International Cricket Council (ICC)                                    | 2009                   | ICC-Cricket.com              |
| Lacrosse             | Federation of International Lacrosse (FIL)                             |                        | FILacrosse.com               |
| Latający Dysk        | World Flying Disc Federation (WFDF)                                    | t.05.2013 – t2.08.2015 | WFDF.org                     |
| Narciarstwo wodne    | International Waterski & Wakeboard Federation (IWWF)                   |                        | IWSF.com                     |
| Netball              | International Federation of Netball Associations (IFNA)                | t10.1993 – t1995       | Netball.org                  |
| Pelota Vasca         | Fédération Internationale de Pelota Vasca (FIPV)                       |                        | FIPV.net                     |
| Polo                 | Federation of International Polo (FIP)                                 |                        | FIPPolo.com                  |
| Przeciąganie liny    | Tug of War International Federation (TWIF)                             |                        | TugOfWar-TWIF.org            |
| Racquetball          | International Racquetball Federation (IRF)                             |                        | InternationalRacquetball.com |
| Ratownictwo sportowe | International Life Saving Federation (ILSF)                            |                        | ILSF                         |
| Sambo                | Fédération Internationale de Sambo (FIAS)                              |                        | sambo-FIAS.org               |
| Skialpinizm          | International Ski Mountaineering Federation (ISMF)                     |                        | ISMF-Ski.org                 |
| Sporty lotnicze      | Fédération Aéronautique Internationale (FAI)                           |                        | FAI.org                      |
| Sport motocyklowy    | Fédération Internationale de Motocyclisme (FIM)                        | t1998 – t2000          | FIM-live.com                 |
| Sport motorowodny    | Union Internationale Motonautique (UIM)                                |                        | UIMPowerboating.com          |
| Sport podwodny       | Confédération Mondiale des Activités Subaquatiques (CMAS)              |                        | CMAS.org                     |
| Squash               | World Squash Federation (WSF)                                          |                        | WorldSquash.org              |
| Sumo                 | International Sumo Federation (IFS)                                    |                        | AmateurSumo.com              |
| Surfing              | International Surfing Association (ISA)                                |                        | ISASurf.org                  |
| Szachy               | Fédération Internationale des Échecs (FIDE)                            | 1999                   | FIDE.com                     |
| Taniec sportowy      | World DanceSport Federation (WDSF)                                     | 1997                   | WorldDanceSport.org          |
| Unihokej             | International Floorball Federation (IFF)                               |                        | Floorball.org                |
| Wrotkarstwo          | World Skate (WS) do 2017 International Roller Sports Federation (FIRS) |                        | WorldSkate.org               |
| Wspinaczka sportowa  | International Federation of Sport Climbing (IFSC)                      |                        | IFSC-Climbing.org            |
| Wushu                | International Wushu Federation (IWUF)                                  |                        | IWUF.org                     |
| Wyścigi samochodowe  | Fédération Internationale de l’Automobile (FIA)                        | t2011 – t2013          | FIA.com                      |

## Byli członkowie
- Golf: International Golf Federation (IGF)
- Rugby union: International Rugby Board (IRB)